# Pietro Bonvicini
Pietro Bonvicini, noto anche come Bonvicino o Buonvicini (Lugano, 1741 circa – Torino, 1796), è stato un architetto svizzero.
Nacque in una famiglia proveniente dalla Valsolda. Dal giugno 1769 sostituì l'architetto Giacomo Maria Contini come collaboratore nello studio dell'architetto torinese Bernardo Antonio Vittone quando questi era impegnato nel progetto per il rifacimento dell'abbazia di Fruttuaria a San Benigno Canavese, nel progetto della parrocchiale di Borgo d'Ale ed al completamento della parrocchiale di San Michele a Rivarolo Canavese. Alla morte di Vittone, nell'ottobre 1770, non ancora abilitato per esercitare la professione, continuò l'apprendistato con l'architetto Filippo Giovanni Battista Nicolis di Robilant, che gli affidò la direzione dei lavori della chiesa parrocchiale di Caraglio, tra il 1771 e il 1779 e del Palazzo Gozzani di San Giorgio a Casale Monferrato, di cui fu anche direttore dei lavori. La collaborazione con Filippo Nicolis di Robilant si protrasse sino al 1781.

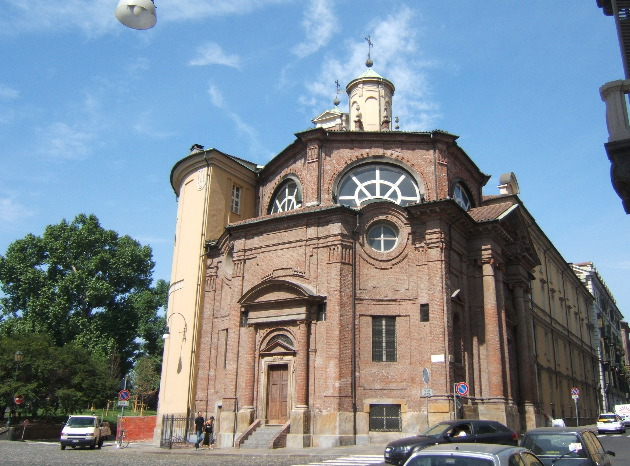
La chiesa di San Michele Arcangelo in piazza Cavour a Torino

Nel 1772 ricevette l'incarico di completare la chiesa di San Michele a Rivarolo Canavese con progetti per l'altar maggiore, poi affidato a Luigi Barberis, il pulpito e la bussola di entrata. Sempre a Rivarolo, realizzò nel 1774 il rifacimento della lanterna della chiesa di San Giacomo e progettò la riplasmazione interna della chiesa della confraternita del Nome di Gesù. Per questo lavoro Bonvicini si occupò anche dei contatti con i pittori, il quadraturista Carlo Felice Bianchi e Vittorio Amedeo Rapous. Nel 1780 completò l'opera con la realizzazione della cantoria e cassa dell'organo.
Grazie alla collaborazione al progetto per l'abbazia di Fruttuaria, Bonvicini divenne, prima del settembre 1773, architetto di fiducia del cardinale Carlo Vittorio Amedeo Ignazio delle Lanze, carica che gli aprì la strada ad altri incarichi, il primo dei quali, nel 1773, fu il rifacimento del convento degli Agostiniani di Vercelli, eseguito assieme ad un vecchio collaboratore di Vittone, Giovanni Battista Galletto, che, come sindaco di Carignano, gli affidò anche la progettazione degli armadi dell'archivio comunale, poi eseguiti su progetto dello stesso Galletto. Nello stesso anno 1773 Bonvicini realizzò su suo disegno la facciata della chiesa dei Domenicani di Nizza, oggi dedicata a San Francesco da Paola.
Nel 1774 diede i disegni per l'ampliamento dell'Ospizio di Santa Croce a Villastellone, portato a termine nel 1778.
Tra il 1782 ed il 1788 progettò e fece costruire un arco di trionfo a Nizza dedicato al re Vittorio Amedeo III, oggi non più esistente. 
In seguito progettò la Chiesa di San Michele Arcangelo a Torino (piazza Cavour) con l'attiguo convento e la casa dei padri trinitari. La costruzione di chiesa e convento ebbe inizio nel 1784 (21 agosto posa della prima pietra) e fu terminata in tempi piuttosto brevi, ma la chiesa non fu completata nella facciata, che rimase in mattone a vista mentre il progetto originario prevedeva una facciata ornata con nicchie e statue. 
Negli anni del completamento dell'imponente complesso dei Trinitari, fra 1786 e 1787, partecipò al concorso per la nuova torre civica della città di Torino, con un progetto ancora molto legato alle sperimentazioni vittoniane. L'edificio per difficoltà economiche sopraggiunte, non fu in seguito realizzato.
Nel 1786 progettò la sacrestia della chiesa parrocchiale di Santa Maria Maggiore a Racconigi. Nella stessa città realizzò la cappella dell'Ospedale psichiatrico, nel 1790.
Nel 1789 progettò il riammodernamento della casa di proprietà della contessa di Carpeneto a Rivoli e lavorò al completamento della chiesa di San Filippo Neri a Torino, riprendendo i disegni dello Juvarra per completarne l'opera con una nuova sacrestia e locali accessori.
Nel 1792 firmò con l'architetto G. F. Butturini un progetto di sopraelevazione di case in piazza Castello a Torino. 
In data non ancora precisata progettò il palazzo dei conti Luda di Cortemilia a Carmagnola. Non è ancora verificata su documenti l'attribuzione a Bonvicini della facciata su Piazza Carlo Emanuele II a Torino del palazzo dei conti Coardi di Carpenetto.